# 繩文人
繩文人（日语：／ Jōmon-jin）是日本列島在繩文時代的原住民團體，他們與之後的彌生人在人類學上有著顯著區別。

## 名称
繩文是指利用繩纏繞棒子在黏土容器及塑像上所加上的記號。

## 起源

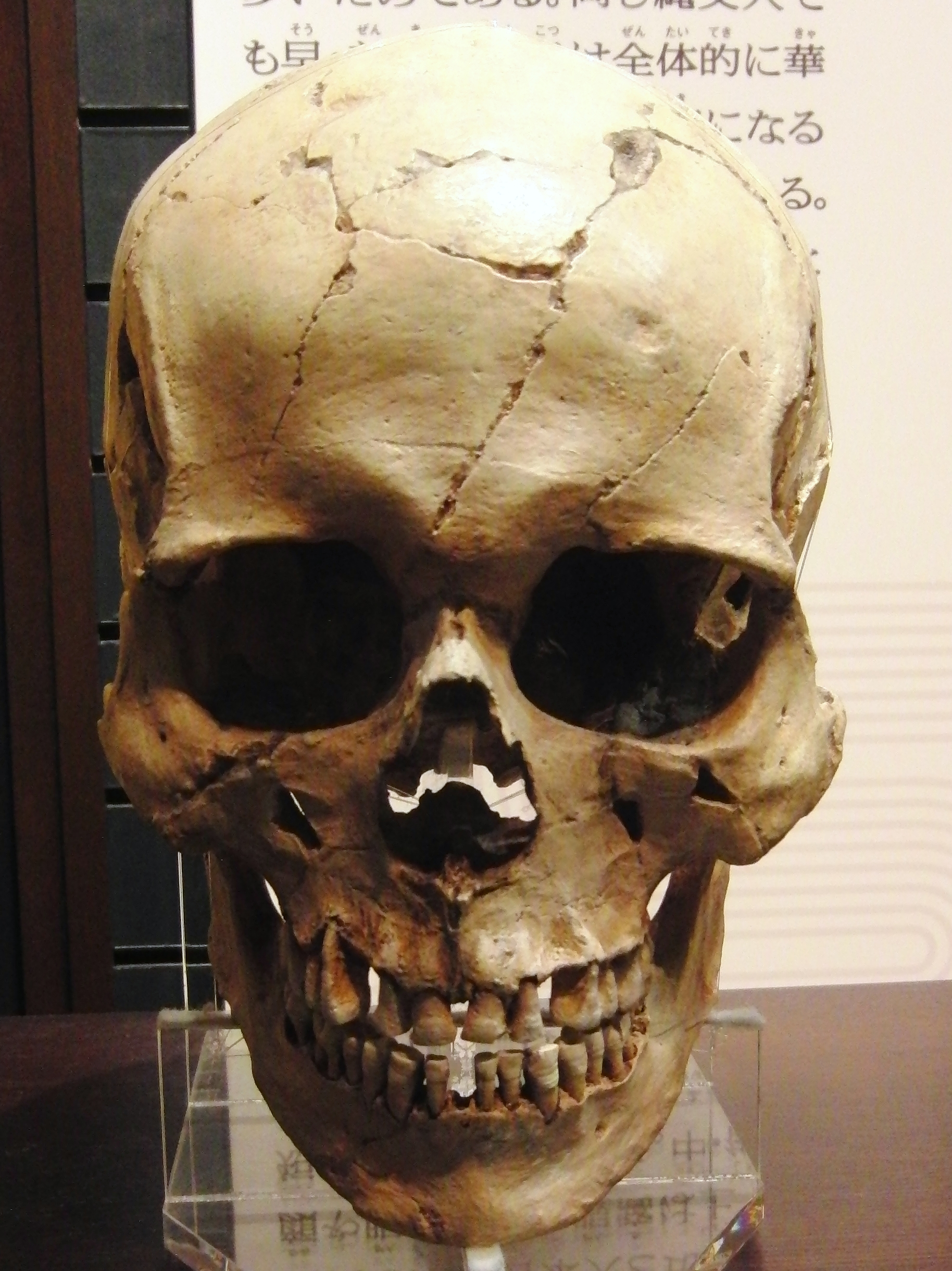
繩文時代晚期的男性頭骨。宮野貝塚（岩手県）出土，於国立科学博物館展示。

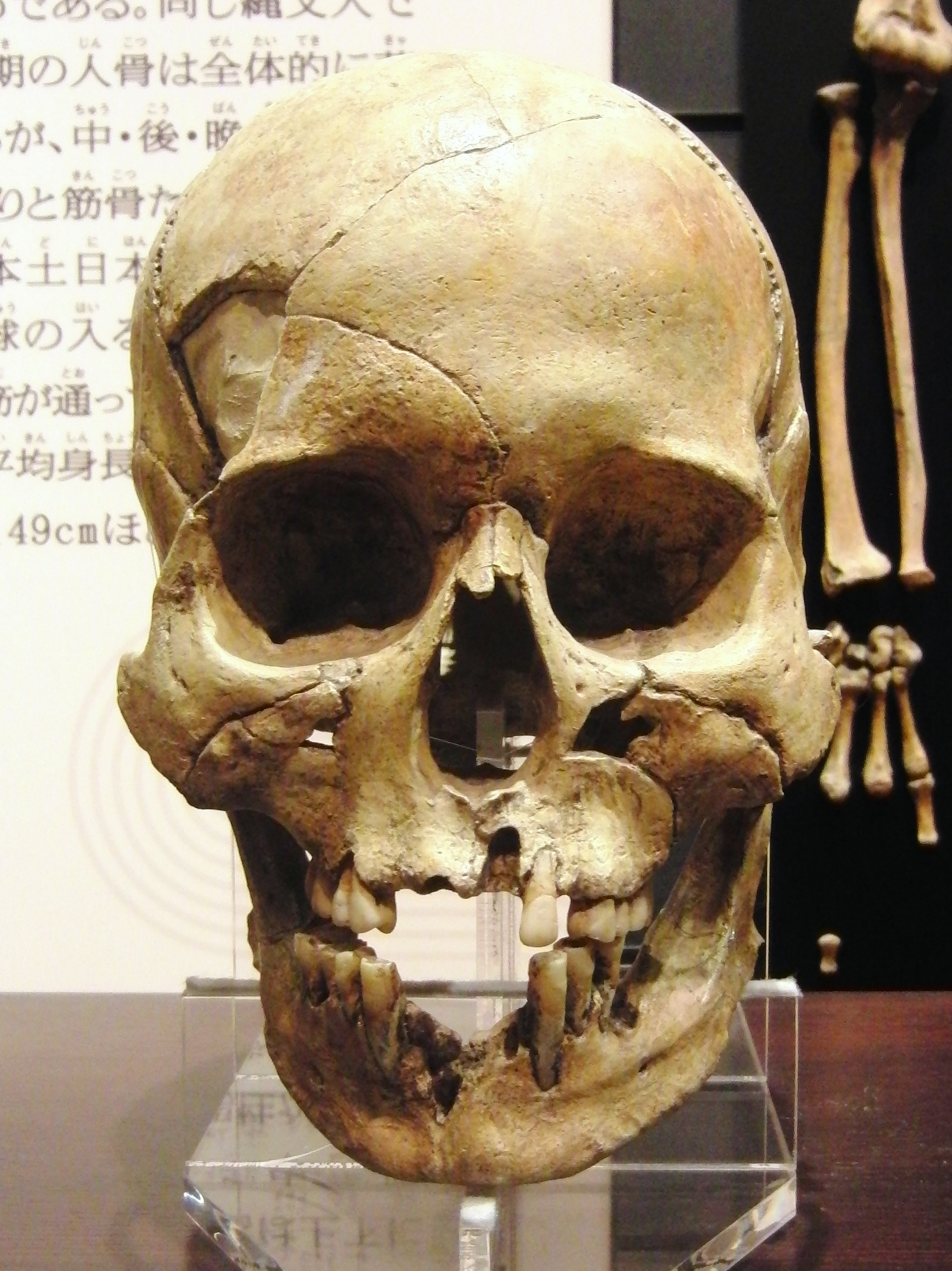
繩文時代後、晚期的女性頭骨。蝦島貝塚（岩手県）出土，於国立科学博物館展示。

繩文人生活於舊石器時代後期，約自前145世紀至前10世紀左右，分佈於整個日本列島。這個時代被稱為繩文時代。繩文人按照地域可以分為4到9個集團。
後來彌生人自朝鮮半島遷入並征服了繩文人，與繩文人不斷融合混血形成了今日的日本大和民族。而彌生人也把繩文人驅往蝦夷地（北海道）和西南諸島、琉球等地，該地居民仍舊保持著與繩文文化類似的文化與人種，分別為擦文文化和貝塚文化。
      
日本国立科学博物馆与国立遗传学研究所、东京大学等组成的研究团队成功完成了绳文人的全基因组解读。由此可以推断绳文人是在3.8万～1.8万年前从大陆集团中分离出来的。在人类学研究中引入最新的基因组解析的趋势在世界上也被推进，目前已经诞生了改变传统观念的划时代成果。通过对绳文人基因组的完全解读，探寻日本人起源的研究有望加速。
现代日本人的基因主要来自古时迁居日本列岛绳文人和弥生人，日本国立科学博物馆率领的研究团队解构了一具女性绳文人遗骸的DNA，推定绳文人大约从3.8万年至1.8万年前从亚洲大陆去到日本。
研究团队化验在北海道礼文岛出土、有3500至3800年历史的女性绳文人骸骨，以现代高精度科技采取其大臼齿的DNA。解析结果显示，绳文人的基因与古代东南亚和平文化以及现代安达曼原住民等族群相近；他们抵达日本后，过着小规模群居生活，主要以狩猎维生。
研究亦发现，绳文人有较深的肤色、褐色眼瞳、毛发幼细。据指，绳文人能适应高脂肪的饮食，同时具有较强的酒精耐受性。据指，现代本州人从绳文人继承了15%基因，冲绳人继承了30%，北海道阿伊努族人更继承了70%。

## 特徵
绳文人体质特征，基本形态以蒙古人种形态为主，夹杂着一定低纬度人種特征；也有学者认为绳文人是原始蒙古人种（正在形成中的蒙古人种），日本人类学家埴原和郎和尾本恵市将这种特征称为古蒙古人种，目前发现绳文时代人骨有91具，其中男性有35个，女性有18个，其余的是性别不明。其中男性有165cm以上高个子，也有154cm低个子，女性的平均身高和绳文时代中晚期的平均推测身高一样是148cm，绳文人是历史学家、民族学家和遗传学家最有争议的问题。以目前的研究而言，学者还无法确定绳文人的起源。
日本考古學者發掘出多個繩文人骨骼遺址，可供研究者分析繩文時代的地理環境異同，不過這些早期研究裡所報告的地理方面差異並不大。(如 Ogata, 1981; Dodo, 1982; Yamaguchi, 1982; Hanihara and Uchida, 1985; Mouri, 1988; Kondo, 1993, 1994)，因此學者認為繩文人在型態上是一致的。Tsunehiko Hanihara認為伊豆群島的青島的居民、沖繩人、港川人、繩文人、現今的愛奴人，可能是舊石器時代的原蒙古人種的直系後裔。考古學教授 Akazawa Takeru (1996)則提出繩文人是古蒙古人種。
口腔型態學研究顯示繩文人與愛奴人各有其獨特的牙齒構造，但關係大致還是比東南亞常見的巽他型牙齒接近。不過愛奴人的牙齒型態與巽他型牙齒相比，牙齒較小。
Brace (1990)則認為繩文人的身體特徵有多處與高加索人種相似，但與現代歐洲人相比則是不同的遺傳品系。 Brace等人對顱骨的研究(2001)顯示繩文人與愛奴人與史前與現代歐洲人的關係，要比與現代東亞人種的關係接近。對顱骨的研究。該研究認為繩文人是舊石器時代，一群移居歐亞大陸北部並遷移至美洲的歐亞人的後代，其時間要比現代東亞人在亞洲的擴張要早得多。
但人類學的研究顯示繩文人並不是單一族群，Ishida等人在2009年指出大部分的繩文人似乎與青銅時期的南部西伯利亞人相似。但九州、四國、本州南部某些地區的繩文人則與東亞人相似。
繩文人具有單倍群D-M174＞M55。繩文人基因上則與東亞人最接近，而非歐亞大陸西部人種。其單倍群也與東亞人接近，而非高加索人。此研究也發現繩文人基因上與東亞海岸區域（由俄羅斯遠東至朝鮮半島，以及台灣原住民）的族群相近。

## 語言
北海道阿伊努語「平」地名（平懸崖，阿伊努語、沖繩語 pira → 本州東北 fira fira → 九州 hira Hire （音變 P → F → H）），「內」、「別」地名「Nai」和「Betsu」（阿伊努語中是「nay」（河的意思）在日本全國各地甚至沖繩縣都可以找到它們。是繩文人的語言。